# Digui, digui...
El curs multimèdia Digui, digui... publicat l'any 1984 per la Direcció General de Política Lingüística de la Generalitat de Catalunya, va néixer amb l'objectiu de facilitar l'ensenyament del català a la població adulta no catalanoparlant.
Els materials es van elaborar en diferents suports: llibres, cassets d'àudio i vídeo. També es van adaptar per ser utilitzats en diferents mitjans de comunicació: televisió, ràdio i premsa. Els materials del curs es van organitzar en dos nivells d'aprenentatge.
L'èxit del Digui, digui... com a recurs per aprendre català es basava, sobretot, en un seguit de qualitats:
1. Feia servir diàlegs “autèntics” (o versemblants) i contextualitzats com a model de llengua a partir del qual es demana a l'aprenent que respongui, imiti, analitzi...
2. Els exercicis i activitats de classe també estaven basats en situacions reals o versemblants de comunicació, la qual cosa feia que les classes fossin més interessants i es reforçava la motivació de l'aprenent.
3. Contenia una gran varietat de materials flexibles adaptables a les necessitats dels aprenents. Era, alhora, un mètode per a autoaprenents o un mètode per a l'aula.
4. Va aplicar el que en aquell moment eren tècniques modernes d'ensenyament de segones llengües, com ara:
  - Promoure l'ús actiu de la llengua estrangera a classe com a tècnica d'aprenentatge.
  - Fer que el professor fos un dinamitzador i no l'eix central de totes les activitats. El protagonisme era de l'aprenent.
  - Facilitar que els aprenents sovint treballessin per parelles o amb grups, la qual cosa els permetia ser ells mateixos i que s'expressessin de manera individualitzada.[2]

## Materials[calcitació]
Els materials en suport paper eren l'eix del treball dels alumnes i dels professors. Constava de:
- Llibre de l'alumne que contenia les diferents unitats de treball, un còmic relacionat amb cada unitat i la transcripció del material auditiu.
- Llibre d'exercicis que contenia un conjunt d'activitats complementàries.
- Llibre del professor que donava indicacions metodològiques generals i d'utilització dels diferents recursos.
- Llibre de l'autoaprenent (només per al segon nivell) pensat per a les persones que volien aprendre de forma autònoma.

Els materials d'àudio es presentaven en cassets que recollien els diàlegs de les situacions comunicatives i els exercicis orals i de pronunciació del llibre.
Els vídeos van ser concebuts com una sèrie de programes de televisió i anaven adreçats a un públic més ampli que els alumnes del curs.

## Mitjans de comunicació[calcitació]
Per TV3 es van emetre els vídeos del curs en forma de sèrie televisiva diària.
En el programa de ràdio, un professor presentava les activitats i resolia qüestions relacionades amb el curs plantejades tant per alumnes com per professors.
A la premsa es va publicar una pàgina setmanal amb activitats lúdiques i concursos relacionats amb el context social i cultural i amb el contingut del mateix diari.
Amb el curs Digui, digui... es va donar forma a un projecte global de renovació, innovació i formació per facilitar i millorar l'ensenyament del català. L'elaboració i la implementació del curs van representar un canvi profund en la manera d'ensenyar i en la manera d'aprendre: aprendre català era fàcil i atractiu.
El Digui, digui... es va editar l'any 1984 i va funcionar fins al 2007, any en què fou substituït per l'espai virtual d'aprenentatge Parla.cat.